# Taiye Selasi
Pour les articles homonymes, voir Selasi.
Taiye Selasi, née le 2 novembre 1979 à Londres, est une romancière, nouvelliste et photographe britannique, vivant à Rome, dont les origines familiales sont au Nigéria et au Ghana. Elle se définit comme un « être humain, citoyenne des mondes et locale de New-York, de Rome et d'Accra ».

## Biographie
Selasi est née à Londres, en Angleterre, d'une mère nigériane et d'un père ghanéen, une famille de médecins et a grandi à Brookline (Massachusetts) , Massachusetts[pas clair]. Elle a fait une partie de ses études à Yale, obtenant une licence de littérature américaine. Elle joue dans l'orchestre de Yale comme pianiste et violoncelliste : « Nous n’étions pas nombreux à avoir la peau bronzée », dit-elle. Puis elle devient titulaire d'un master en relations internationales du Nuffield College, à Oxford.
La sœur jumelle de Selasi, Yetsa Kehinde Tuakli, est une physiatre aux États-Unis, mais aussi une sportive de haut niveau, concourant au saut en longueur dans l'équipe nationale du Ghana. La mère de Selasi, Juliette Tuakli, est une pédiatre installée au Ghana, engagée dans la défense des droits de l'enfant, et siégeant au conseil d'administration d'United Way. Les parents de Selasi ont divorcé quand elle était enfant. Elle a rencontré son père biologique à l'âge de 12 ans.
En 2005, elle publie Bye-Bye Babar or What is an Afropolitan?  (Bye-Bye, Babar ou Qu'est-ce qu'un Afropolitain ?). Ce premier ouvrage n'est pas un roman, mais un essai sociologique mettant en exergue l’émergence d’une nouvelle génération d’Africains. Elle y créée et popularise le terme d'« Afropolitain » : ne se sentant ni vraiment britannique, ni américaine, ni totalement africaine de tradition, étant marqué par la culture urbaine et les métropoles occidentales, elle se créée une identité à elle. La même année, elle écrit une pièce de théâtre, qui est produite dans un petit théâtre par Avery Willis, nièce de Toni Morrison. En 2006, elle s'accorde un délai d'un an sur les conseils de Morrison et écrit The Sex Lives of African Girls. L'histoire est publiée par le magazine littéraire Granta au Royaume-Uni en 2011.
En 2010, Penguin Press, deuxième plus grande maison d'édition au monde, achète le premier roman de Selasi, Ghana Must Go, au vu des 100 premières pages, écrites d'un jet selon l'auteur. L'ouvrage est publié en 2013 et est très bien accueilli par la critique,,. Choisi comme l'un des 10 meilleurs livres de 2013 par le Wall Street Journal et The Economist, il est vendu dans 17 langues et 22 pays à partir de 2014,.
Taiye Selasi se dit également photographe et musicienne.

## Publications
- Brunhilda in Love (2016)
- Aliens of Extraordinary Ability (2014)
- Ghana Must Go (2013)
- Driver (2013)
- The Sex Lives of African Girls (2011)
- Bye-Bye, Babar (Ou: Qu'est-ce qu'un Afropolitain?) (2005)

## Publication en langue française
- Le Ravissement des innocents (Ghana must go), traduit de l'anglais par Sylvie Schneiter, Éditions Gallimard, 2014.